# Rušinov
Rušinov (německy Ruschinow) je obec v okrese Havlíčkův Brod v kraji Vysočina, nacházející se v blízkosti vodní nádrže Seč. Je součástí chráněné krajinné oblasti Železné hory. Žije zde 163 obyvatel.

## Historie
První písemná zmínka o obci pochází z roku 1406.
V letech 2006-2010 působil jako starosta Zdeněk Gerstner, od roku 2010 tuto funkci zastává Vlastimil Pešek.

## Obyvatelstvo
| Rok            | 1869 | 1880 | 1890 | 1900 | 1910 | 1921 | 1930 | 1950 | 1961 | 1970 | 1980 | 1991 | 2001 |
| Počet obyvatel | 618  | 571  | 562  | 503  | 490  | 441  | 400  | 327  | 351  | 267  | 244  | 173  | 169  |

## Pamětihodnosti
- Barokní Kostel svaté Anny v Modletíně a fara; známá bývala Svatoannenská pouť.

## Části obce
- Rušinov
- Hostětínky
- Modletín
- Vratkov

## Galerie

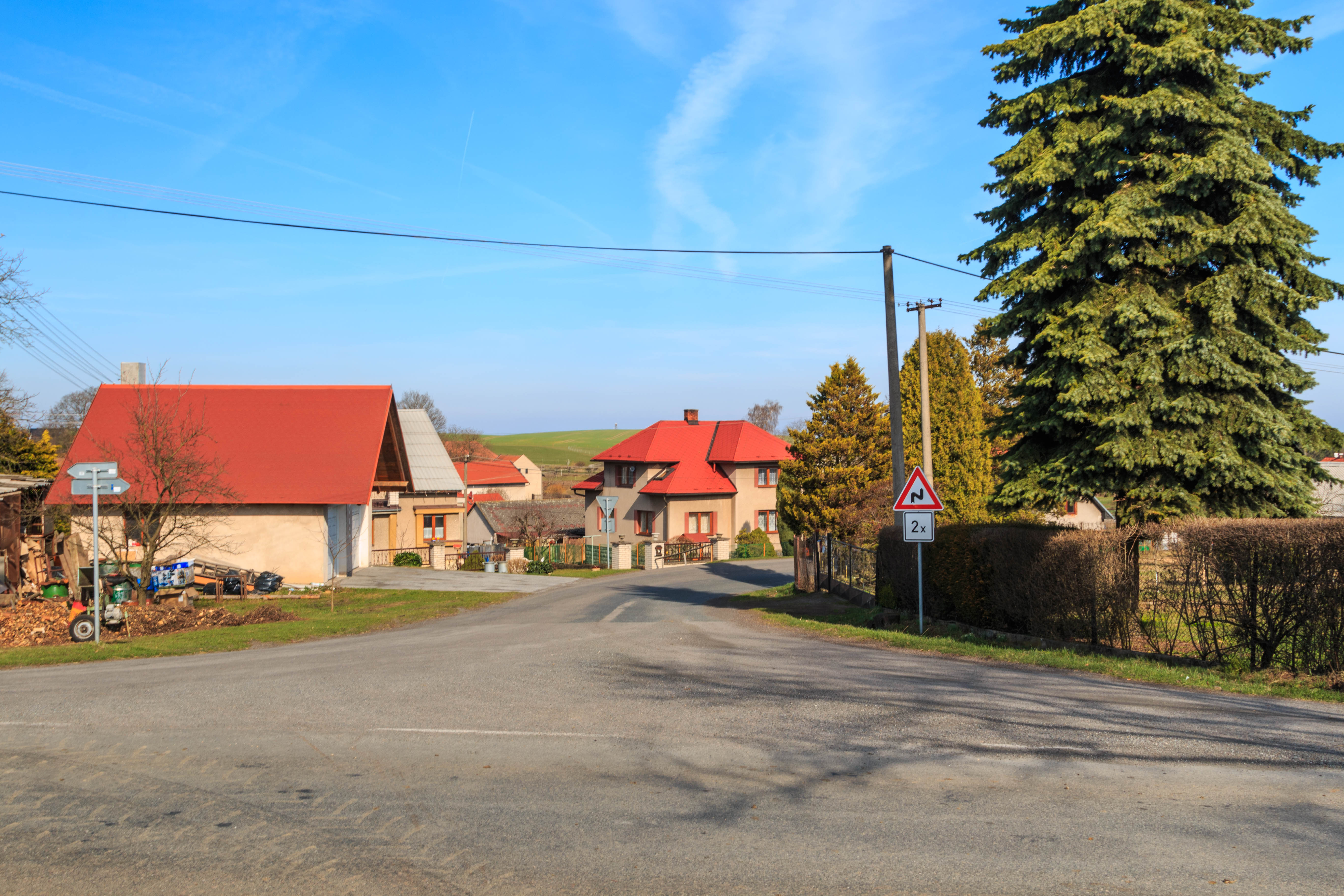
Dům čp. 1
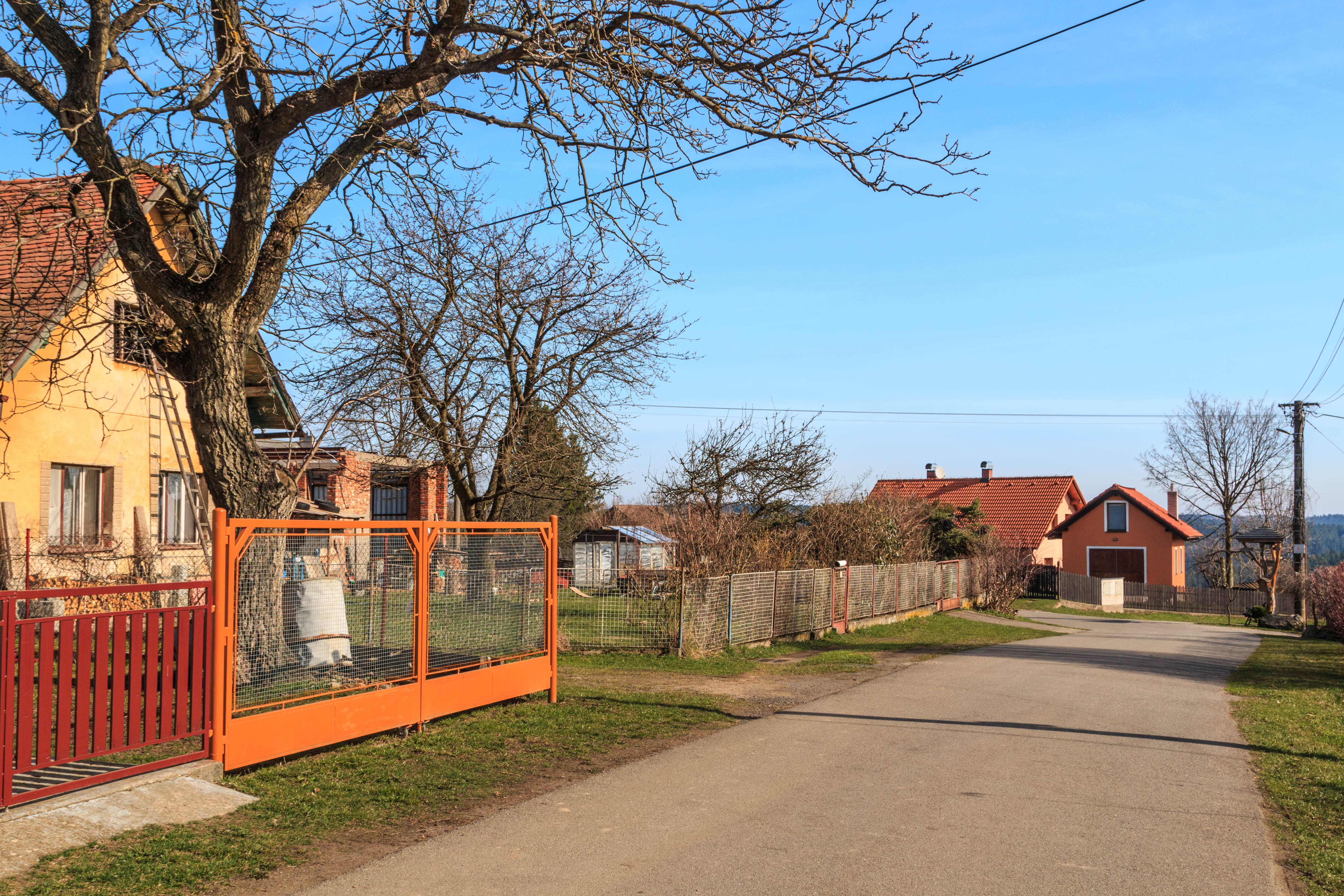
Dům čp. 28
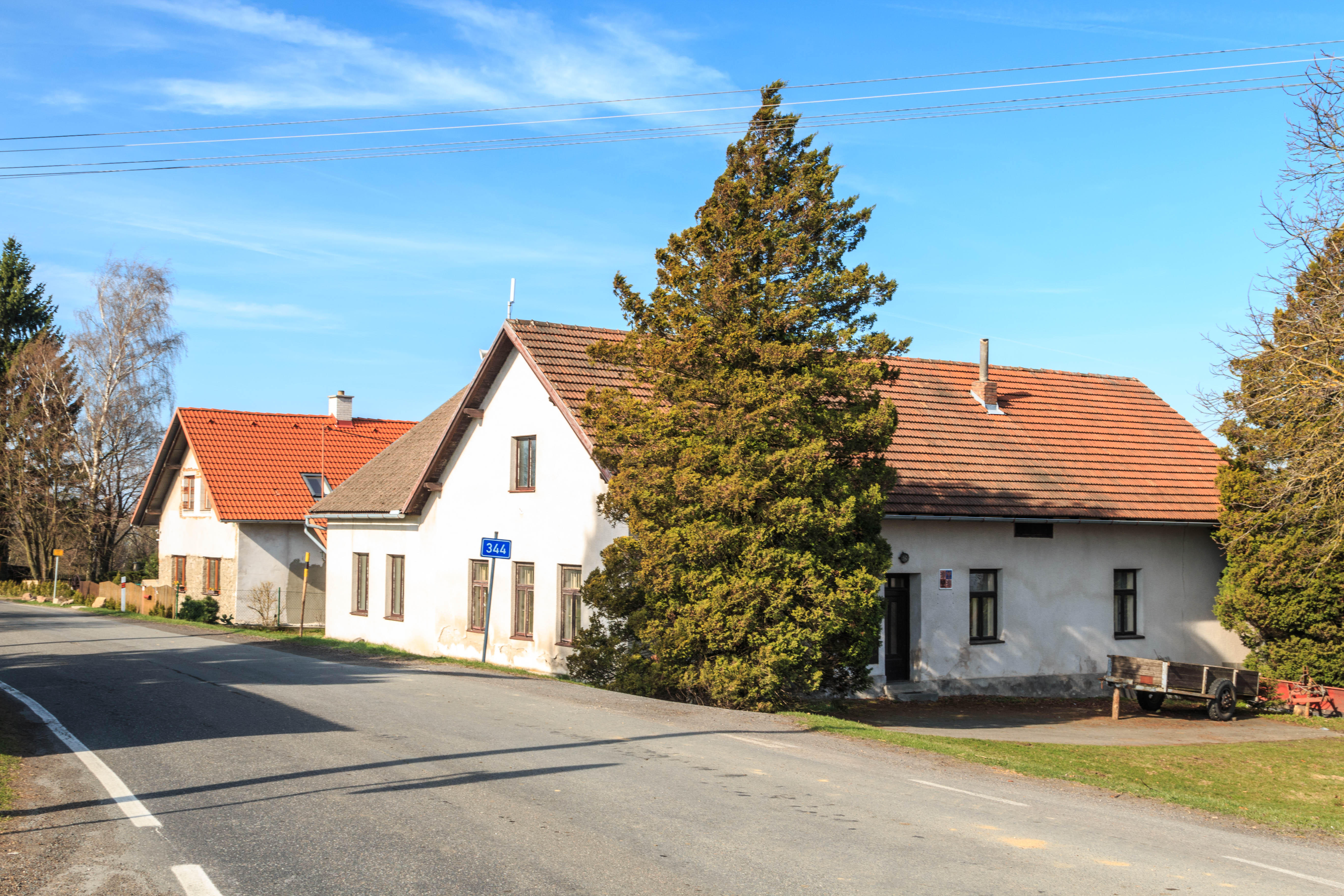
Dům čp. 3
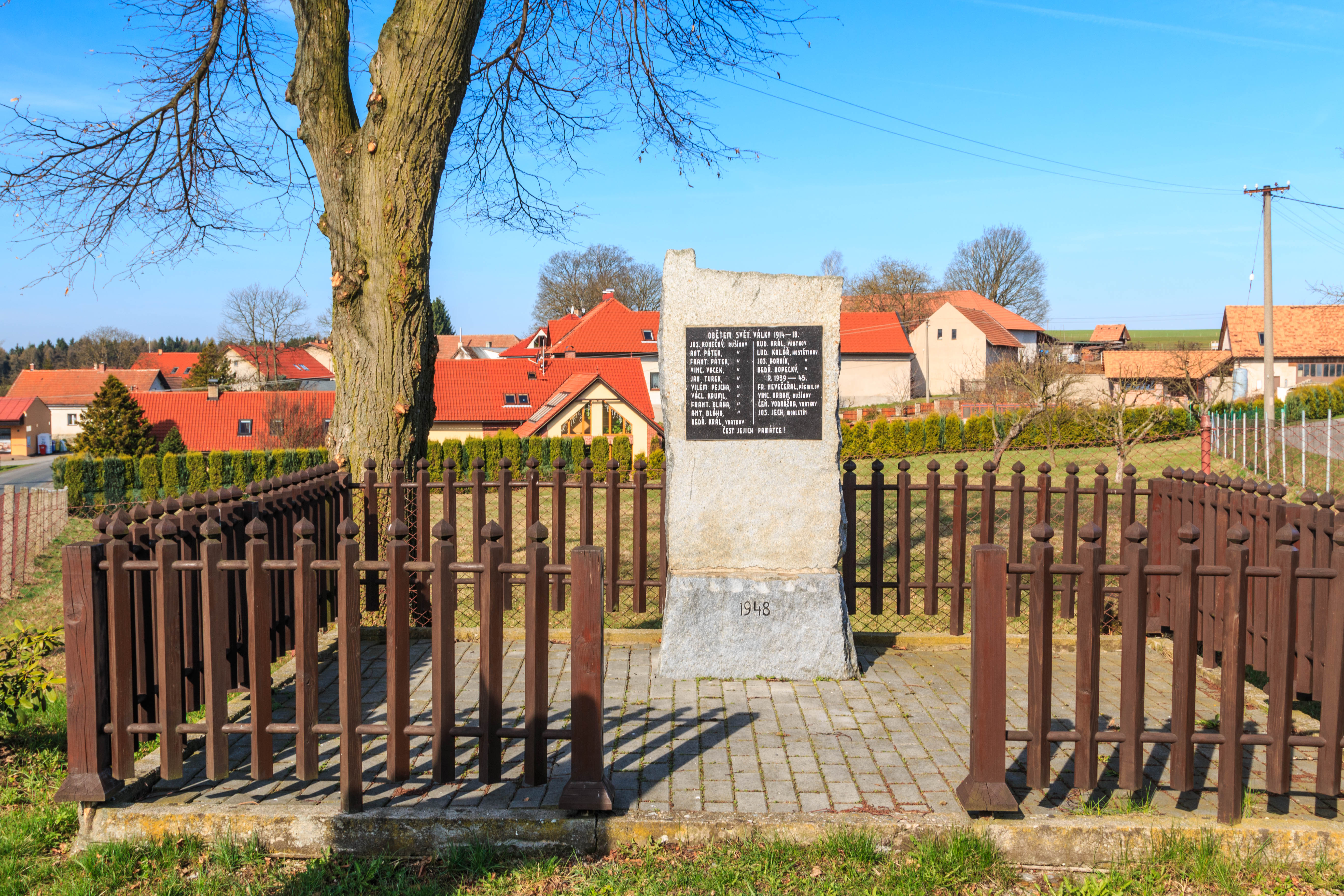
Pomník padlých